# Copa Círculo de la Prensa
La Copa Círculo de la Prensa, también llamada Trofeo Circular, fue una competición de fútbol amistosa, que disputaron los equipos nacionales de Argentina y Uruguay. Se llevó a cabo en dos ocasiones: 1916 y 1919.

## Origen
La copa fue donada por el Círculo de Prensa de Uruguay, motivada por los constantes enfrentamientos deportivos entre ambas selecciones rioplatenses.

## Historia
Se disputó en dos oportunidades: 1916, obtenida por Argentina, y 1919 obtenida por la selección Uruguaya. 
En 1916 el sistema de juego fue de partido y revancha. El 1 de octubre en Avellaneda, Argentina vapuleó a la Celeste por 7-2. La revancha se disputó el 29 de ese mismo mes y Uruguay ganó 3-1, pero por diferencia de goles el trofeo quedó en manos argentinas.
En 1919 la copa se disputó en partido único. El 7 de diciembre en Montevideo, Uruguay derrotó a Argentina 4-2 y obtuvo el título.

### Detalle de partidos
| 1 de octubre de 1916 | Argentina | 7-2 | Uruguay | Racing Club, Buenos Aires |  |
|                      | Marius Hiller · Ennis Hayes · Heriberto Simmons · Juan Cabano Emilio Fernández; Arturo Chiappe, Cándido García; Heriberto Simmons, Pedro Martínez, Juan Domingo Brown; Zoilo Canavery, Ennis Hayes, Francisco Taggino, Juan Cabano, Marius Hiller |     | Felipe Buffoni · Carlos Mongelar · Santiago Demarchi; Antonio Urdinarán, José Benincasa; Gregorio Rodríguez, Juan Harley, Pascual Pascuariello; Antonio Farinassso, Carlos Mongelar, Felipe Buffoni, José Pérez, Rodolfo Marán |                           |  |

| 29 de octubre de 1916 | Uruguay | 3-1 | Argentina | Parque Central, Montevideo |  |
|                       | Isabelino Gradín · Carlos Mongelar Cayetano Saporiti; Alfredo Foglino, José Benincasa; Bernardo Savio, José Vanzzino, Pedro Olivieri; Ángel Romano, Carlos Mongelar, Isabelino Gradín, José Piendibene, Pascual Somma |     | Carlos Guidi · Carlos Isola; Zenón Díaz, Armando Reyes; Ernesto Matozzi, Alberto Felisari, Ernesto Sande; Juan Perinetti, Elías Fernández, Carlos Guidi, Ennis Hayes, Harry Hayes |                            |  |

| 7 de diciembre de 1919 | Uruguay | 4-2 | Argentina | Parque Pereira, Montevideo |  |
|                        | José Piendibene · Héctor Scarone Vicente Clavijo; Alfredo Foglino, José Benincasa; Alfredo Zibechi, Antonio Campolo, José Vanzzino; Ángel Romano, Pascual Ruotta, Héctor Scarone, José Piendibene, José Pérez |     | Julio Libonatti · Atilio Badalini Emilio Araya; Adolfo Celli, Carlos Alberto Gallo; Ernesto Celli, Pedro Calomino, Eduardo Uslenghi; Pedro Martínez, Alfredo Martín, Atilio Badalini, Jaime Chavín, Julio Libonatti |                            |  |

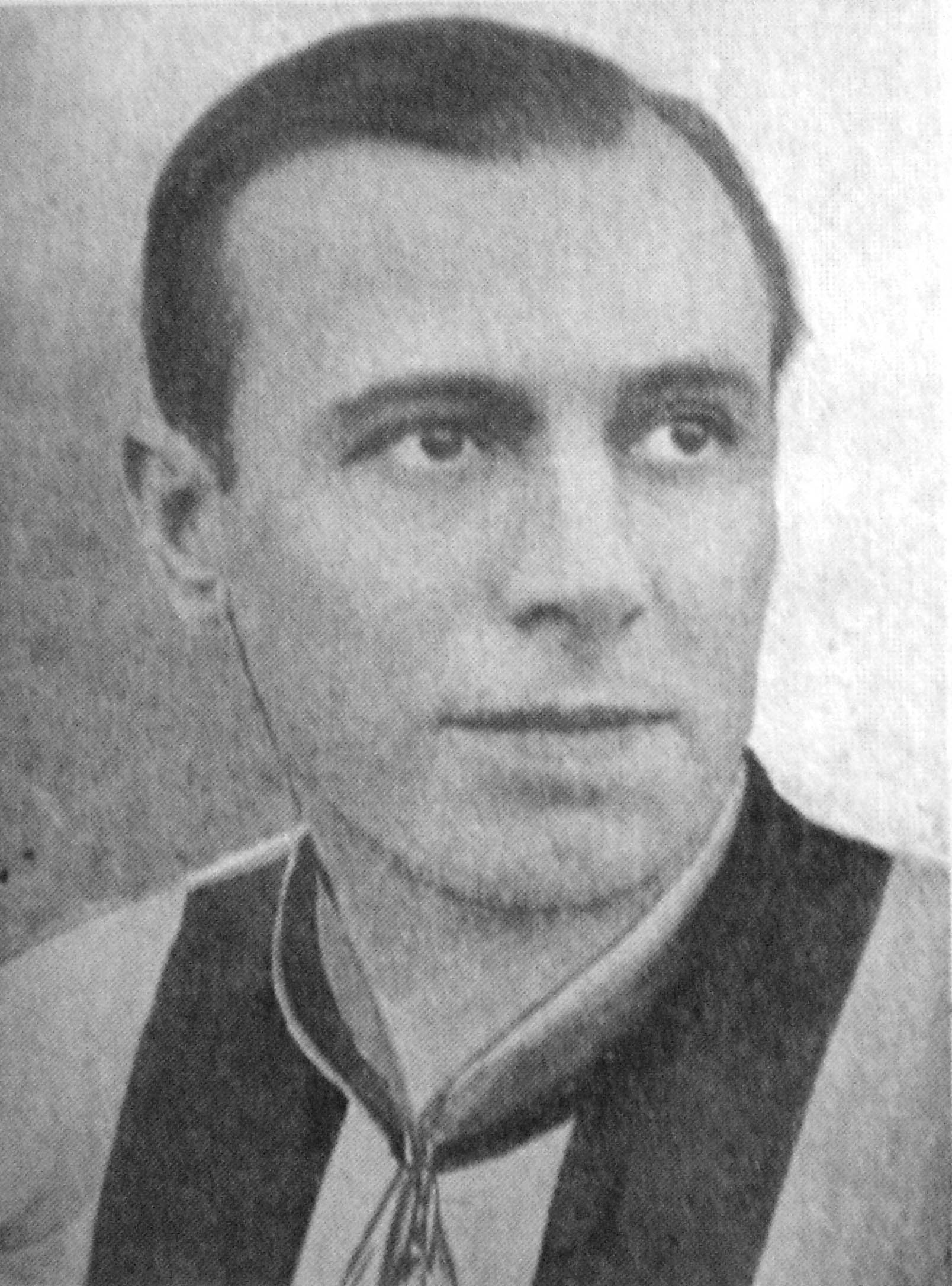
José Piendibene (Uruguay)
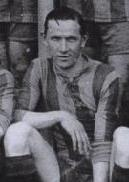
Ennis Hayes (Argentina)
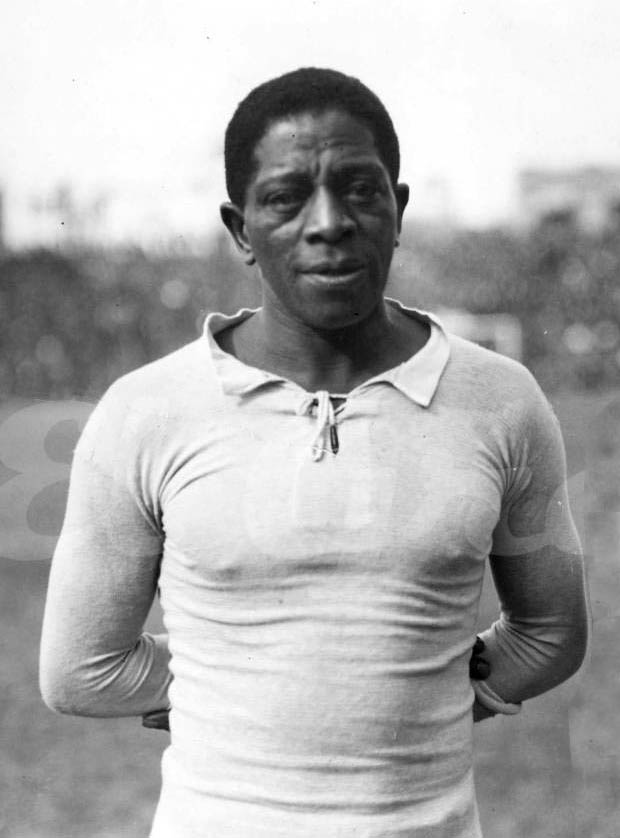
Isabelino Gradín (Uruguay)
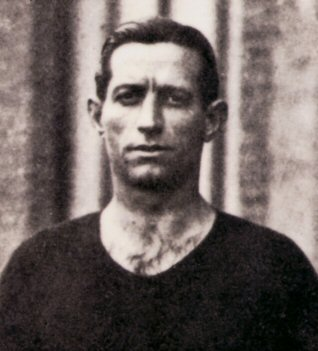
Julio Libonatti (Argentina)

## Campeones
| Año  | Campeón   | Final Resultados | Subcampeón |
| ---- | --------- | ---------------- | ---------- |
| 1916 | Argentina | 7–2 1–3          | Uruguay    |
| 1919 | Uruguay   | 4–2              | Argentina  |

## Palmarés
| Selección | Campeón  | Subcampeón |
| --------- | -------- | ---------- |
| Argentina | 1 (1916) | 1 (1919)   |
| Uruguay   | 1 (1919) | 1 (1916)   |

### Máximos goleadores
| #  | Jugador          | Selección | Goles |
| -- | ---------------- | --------- | ----- |
| 1. | Marius Hiller    | Argentina | 3     |
| =  | José Piendibene  | Uruguay   | 3     |
| 3. | Ennis Hayes      | Argentina | 2     |
| =  | isabelino Gradín | Uruguay   | 2     |
| =  | Carlos Mongelar  | Uruguay   | 2     |